# Nicolaus Martin
Nicolaus Martin (* 27. Februar 1780 in Kriegsfeld; † 13. Dezember 1869 in Erndtebrück) war ein deutscher Fabrikant und Politiker.
Nicolaus Martin war Pulverfabrikant, Kaufmann und Posthalter in Erndtebrück. Er war evangelischer Konfession und heiratete Hedwig Sinner (1783–1834). Eine der Töchter, Christine Amalie Martin (* 18. Juni 1812 in Erndtebrück; † 6. Januar 1894 in Düsseldorf), heiratete Wilhelm Friedrich Groos. Er war Hauptmann der Landwehr. Kommunalpolitisch war er als Beigeordneter in Erndtebrück tätig. 1837 bis 1841 war er Mitglied im Provinziallandtag der Provinz Westfalen.